# Fleetwood Mac (album din 1968)
Fleetwood Mac este albumul omonim de debut al formației rock Fleetwood Mac, lansat în 1968. Albumul este un amestec de intrepretări blues și cântece originale compuse de Jeremy Spencer și Peter Green, care erau și soliștii vocali ai formației.
O versiune expandată a acestui album a fost inclusă în setul The Complete Blue Horizon Sessions

## Melodii
1. "My Heart Beat Like A Hammer"
2. "Merry-Go-Round"
3. "Long Grey Mare"
4. "Hellhound On My Trail"
5. "Shake Your Moneymaker"
6. "Looking for Somebody"
7. "No Place to Go"
8. "My Baby's Good To Me"
9. "I Loved Another Woman"
10. "Cold Black Night"
11. "The World Keep On Turning"
12. "Got to Move"

## Componenta formației
- Peter Green - voce, chitară, muzicuță
- Jeremy Spencer - voce, chitară slide, pian
- John McVie - chitară bas
- Mick Fleetwood - tobe
- Bob Brunning - chitară bas în piesa "Long Grey Mare"